# Ирина Комнина Дукина
Ирина Комнина Дукина (греч. Ειρήνη Κομνηνή Δούκαινα; около 1220 — XIII век) — византийская принцесса и царица Болгарии как жена царя Ивана Асеня II. Мать царя Михаила I Асеня.

## Биография
Ирина была дочерью деспота Феодора Комнина Дуки, правителя Эпира, и Марии Петралифы. В 1230 году Ирина и её семья были захвачены войсками царя Болгарии Ивана Асеня II в битве при Клокотнице. Их отвезли в Тырново, где Ирина выросла во дворце. Она была выдающейся красавицей, и овдовевший царь влюбился в неё. В 1237 году они поженились; возможно, она была его любовницей в течение нескольких лет до брака. По словам византийского хрониста, Иван Асень II любил Ирину «не меньше, чем Антоний любил Клеопатру». Женившись на Ирине, Иван Асень II нарушил каноническое право, поскольку его дочь Мария от первого брака с Анной была замужем за дядей Ирины, Мануилом Комнином Дукой. Есть свидетельства того, что болгарская церковь выступила против брака и что патриарх (Спиридон или Виссарион) был низложен или даже казнён разгневанным царём.
У супругов было трое детей:
- Анна-Феодора — жена севастократора Петра с 1253 года
- Мария — жена Мицо Асеня, царя Болгарии в 1256—1257 годах
- Михаил I Асень — царь Болгарии в 1246—1256 годах

В 1241 году Иван Асень II умер, и ему наследовал Коломан I Асень, его сын от второй жены Анны Марии Венгерской. Коломан I был отравлен в 1246 году, и на престол взошёл Михаил Асень I, сын Ирины. Согласно одной из теорий, Ирина отравила своего пасынка, чтобы возвести на престол сына. Предполагается, что Ирина правила как регент, потому что её сын был ещё ребёнком, однако существенных доказательств этому нет.
Ирина удалилась в монастырь под именем Ксения. Она была выслана из Болгарии после смерти её сына в 1256 году и провела остаток своей жизни на земле своей семьи в Фессалониках.